# 代謝產物
代謝產物 (英語：Metabolite)，又稱代謝物，是代謝的中間或最後產物，通常指的是小分子。它们有諸如作為燃料、結構、訊號、刺激、抑止酵素（通常作為酵素的輔因子）、防衛或作用在其他有機分子上（如：色素、氣味分子或費洛蒙）。在一般成長、發育以及繁殖的階段，就有初級代謝產物的參與。工業中被大量製造的乙烯，就是初級代謝產物中的一種。而次級代謝產物則不會接參與那些過程，但它們在生理功能上具有重要的意義。它們囊括了抗生素和色素，像是樹脂和松烯。放線菌素就是一種次級代謝產物，它們是從一級代謝產物的色胺酸轉變而來的，但不是所有的抗生素都會把一級代謝產物當前體來使用。在代謝途徑中，醣類中的葡萄糖和果糖就屬於代謝產物。
分子生物工業中生產的初級代謝產物的例子：
| 類別     | 例子                |
| -------- | ------------------- |
| 酒精     | 乙烯                |
| 胺基酸   | 谷胺酸、 天門冬胺酸 |
| 核苷酸   | 5'-磷酸鳥苷         |
| 抗氧化劑 | 異抗壞血酸          |
| 有機酸   | 乙酸、乳酸          |
| 多元醇   | 甘油                |
| 維生素   | 維生素B2            |

來自一處的酶化学反应的输出成為另一些化学反应的输入，這樣環環相扣而成的代谢物组（Metabolome）會形成一個龐大的代謝網絡。
在生物體本生的或來自藥物的合成物，形成代謝產物後，會成為降解與消除反應的自然的生物化学过程的一部分。化合物本身的降解速率，決定它存在的長短及影響強弱。分析醫藥產品的代謝過程，藥物代謝，在藥物尋找的重要方法，並增進對藥物副作用的暸解。

## 外部連結
- 维基共享资源上的相關多媒體資源：代謝產物